# تايلور هيل
تايلور ماري هيل (بالإنجليزية: Taylor Hill)‏ (مواليد 5 آذار 1996 في بلاتين، إلينوي) عارضة أزياء أمريكية وملاك فيكتوريا سيكريت حالية منذ العام 2015.

## أعمالها

### أفلام
| السنة | الفيلم                | الدور          |
| ----- | --------------------- | -------------- |
| 2013  | Hollywood Temptations | جيسيكا         |
| 2016  | شيطان النيون          | عارضة فليرتي 1 |

### مسلسلات
| السنة | المسلسل                        | الدور      |
| ----- | ------------------------------ | ---------- |
| 2014  | Victoria's Secret Fashion Show | تايلور هيل |
| 2015  | Victoria's Secret Fashion Show | تايلور هيل |
| 2016  | Victoria's Secret Swim Special | تايلور هيل |
| 2016  | The Fashion Fund               | تايلور هيل |
| 2016  | Young Hollywood                | تايلور هيل |
| 2016  | Victoria's Secret Fashion Show | تايلور هيل |

## روابط خارجية
- تايلور هيل على موقع IMDb (الإنجليزية)
- تايلور هيل على موقع قاعدة بيانات الفيلم (الإنجليزية)
- تايلور هيل على موقع دليل عارضات الأزياء (الإنجليزية)